# Sarah Edwards
Sarah Edwards (11. října 1881 Glyntraian – 7. ledna 1965 Hollywood) byla americká filmová a divadelní herečka velšského původu. V mnoha hollywoodských filmech 30. a 40. let, často v menších rolích, ztvárňovala především role bohatých starých dam nebo starých panen.

## Život a kariéra
Edwards zahájila svou kariéru jako divadelní herečka a v roce 1916 byla v novinovém článku popsána jako přední herečka „velmi populární mezi diváky v divadlech West Endu.“ 
Nakonec se usadila ve Spojených státech a mezi lety 1919 a 1931 se objevila v šesti broadwayských hrách, převážně v komediích jako The Merry Malones od George M. Cohana. Mezi její první filmy patřil newyorský muzikál Glorifying the American Girl (1929), kde ztvárnila matku hlavní hrdinky Mary Eaton. Edwards zemřela v Hollywoodu v roce 1965 ve věku 83 let.

## Role
Od 30. let, kdy se přestěhovala do Hollywoodu až do svého odchodu do důchodu v roce 1951 objevila v přibližně 190 filmech, většinou v malých, neuvedených charakterových rolích.
Edwards vypadala starší, než ve skutečnosti byla, a často ztvárňovala role „laskavých babiček, panovačných vdov, drsných průkopnických manželek, učitelek s protivnou povahou a přísných vychovatelek.“
Známá je jako panovačná matka Mary Hatchové (Donna Reed) ve filmové klasice Život je krásný (1946) režiséra Franka Capry, kde se snaží svou dceru držet dál od George Baileyho.
Edwards si také zahrála zákaznici ve filmu Ernsta Lubitsche Obchod na rohu (1940) s Jamesem Stewartem. Objevila se i v další vánoční klasice, Kazatelova žena (1947) s Cary Grantem, a ztvárnila manželku lékaře ve vlaku v thrilleru Ani stín podezření (1943).
Edwards se někdy objevovala i ve významnějších rolích, například ve filmu Charlie Chan in the Secret Service (1944).

## Filmografie
- Glorifying the American Girl (1929)
- Wayward (1932)
- American Madness (1932)
- Smarty (1934)
- Side Streets (1934)
- The World Accuses (1934)
- Sweepstake Annie (1935)
- Shadow of Doubt (1935)
- Ruggles of Red Gap (1935)
- People Will Talk (1935)
- Man on the Flying Trapeze (1935)
- Welcome Home (1935)
- Anna Karenina (1935)
- The Dark Angel (1935)
- I Live My Life (1935)
- Two-Fisted (1935)
- It's in the Air (1935)
- Stars Over Broadway (1935)
- One Way Ticket (1935)
- Miss Pacific Fleet (1935)
- Dangerous Intrigue (1936)
- The Walking Dead (1936)
- Colleen (1936)
- The Great Ziegfeld (1936)
- Moonlight Murder (1936)
- The Golden Arrow (1936)
- Early to Bed (1936)
- Palm Springs (1936)
- My American Wife (1936)
- Two-Fisted Gentleman (1936)
- The General Died at Dawn (1936)
- Stage Struck (1936)
- Theodora Goes Wild (1936)
- We're on the Jury (1937)
- Maytime (1937)
- The Jones Family in Big Business (1937)
- Public Wedding (1937)
- Varsity Show (1937)
- Life Begins in College (1937)
- It's Love I'm After (1937)
- Partners in Crime (1937)
- The Awful Truth (1937)
- Second Honeymoon (1937)
- Love Is a Headache (1938)
- Gold Is Where You Find It (1938)
- Merrily We Live (1938)
- Fools for Scandal (1938)
- Judge Hardy's Children (1938)
- Women Are Like That (1938)
- The Beloved Brat (1938)
- A Trip to Paris (1938)
- Woman Against Woman (1938)
- Keep Smiling (1938)
- Three Loves Has Nancy (1938)
- Sons of the Legion (1938)
- Touchdown, Army (1938)
- A Man to Remember (1938)
- The Cowboy and the Lady (1938)
- The Shining Hour (1938)
- Boy Trouble (1939)
- Persons in Hiding (1939)
- The Adventures of Huckleberry Finn (1939)
- Blondie Meets the Boss (1939)
- Inside Story (1939)
- Unmarried (1939)
- 6,000 Enemies (1939)
- Coast Guard (1939)
- Espionage Agent (1939)
- Here I Am a Stranger (1939)
- Sabotage (1939)
- Too Busy to Work (1939)
- Meet Dr. Christian (1939)
- The Amazing Mr. Williams (1939)
- Remember? (1939)
- The Shop Around the Corner (1940)
- Free, Blonde and 21 (1940)
- Star Dust (1940)
- Curtain Call (1940)
- Opened by Mistake (1940)
- Lucky Cisco Kid (1940)
- Anne of Windy Poplars (1940)
- New Moon (1940)
- Young People (1940)
- The Bride Wore Crutches (1940)
- The Howards of Virginia (1940)
- Strike Up the Band (1940)
- Arise, My Love (1940)
- Little Men (1940)
- The Invisible Woman (1940)
- The Face Behind the Mask (1941)
- Ride, Kelly, Ride (1941)
- Footsteps in the Dark (1941)
- Meet John Doe (1941)
- Mr. District Attorney (1941)
- She Knew All the Answers (1941)
- Tom, Dick and Harry (1941)
- Sunset in Wyoming (1941)
- Private Nurse (1941)
- One Foot in Heaven (1941)
- You Belong to Me (1941)
- Three Girls About Town (1941)
- Birth of the Blues (1941)
- I Wake Up Screaming (1941)
- Miss Polly (1941)
- H. M. Pulham, Esq. (194)
- Glamour Boy (1941)
- Bedtime Story (1941)
- Reap the Wild Wind (1942)
- Rings on Her Fingers (1942)
- My Favorite Blonde (1942)
- Moonlight Masquerade (1942)
- Flight Lieutenant (1942)
- Sons of the Pioneers (1942)
- The Gay Sisters (1942)
- Apache Trail (1942)
- Scattergood Survives a Murder (1942)
- The Forest Rangers (1942)
- Happy Go Lucky (1943)
- Shadow of a Doubt (1943)
- The Powers Girl (1943)
- Calaboose (1943)
- Dixie Dugan (1943)
- All by Myself (1943)
- Hers to Hold (1943)
- Let's Face It (1943)
- My Kingdom for a Cook (1943)
- Nearly Eighteen (1943)
- Where Are Your Children? (1943)
- Charlie Chan in the Secret Service (1944)
- You Can't Ration Love (1944)
- Rationing (1944)
- Henry Aldrich Plays Cupid (1944)
- The Story of Dr. Wassell (1944)
- The Adventures of Mark Twain (1944)
- Henry Aldrich's Little Secret (1944)
- Bathing Beauty (1944)
- Three Little Sisters (1944)
- Storm Over Lisbon (1944)
- The Thin Man Goes Home (1944)
- Music for Millions (1944)
- Eadie Was a Lady (1945)
- The Clock (1945)
- The Corn Is Green (1945)
- Two O'Clock Courage (1945)
- Lady on a Train (1945)
- Girls of the Big House (1945)
- Allotment Wives (1945)
- Saratoga Trunk (1945)
- Girl on the Spot (1946)
- Song of Arizona (1946)
- The Hoodlum Saint (1946)
- Renegades (1946)
- Easy to Wed (1946)
- Shadowed (1946)
- No Leave, No Love (1946)
- The Verdict (1946)
- Undercurrent (1946)
- Cross My Heart (1946)
- It's a Wonderful Life (1946)
- It's a Joke, Son! (1947)
- My Brother Talks to Horses (1947)
- That Way with Women (1947)
- The Devil Thumbs a Ride (1947)
- The Romance of Rosy Ridge (1947)
- That Hagen Girl (1947)
- The Bishop's Wife (1947)
- Good News (1947)
- The Voice of the Turtle (1947)
- The Main Street Kid (1948)
- California Firebrand (1948)
- Good Sam (1948)
- Isn't It Romantic? (1948)
- Family Honeymoon (1948)
- Air Hostess (1949)
- Samson and Delilah (1949)
- The Petty Girl (1950)
- The Fuller Brush Girl (1950)
- The Glass Menagerie (1950)
- The Lemon Drop Kid (1951)
- Honeychile (1951)
- Carson City (1952)